# 至学館高等学校
至学館高等学校（しがくかんこうとうがっこう）は、愛知県名古屋市東区大幸南二丁目にある私立高等学校である。

## 概要
1905年（明治38年）に創立した中京裁縫女学校をルーツとする学校で、女子校としての歴史が長かったが、2005年（平成17年）より共学化し同時に校名を現在の至学館高等学校に改めた。建学の精神である「愛し生かす人づくり」のもと、自ら学び自らの長所や可能性を伸ばすと共に他者を認めて互いに協力して物事を達成していくことの出来る人材の育成を目指している。
スポーツに力を入れる学校で、普通科の中にスポーツサイエンスコースを設置しており、校内設備としてジム等が整備されている。

## 沿革
- 1905年（明治38年）：中京裁縫女学校として創立。
- 1914年（大正3年）：中京裁縫女学校高等師範科を併設。
- 1921年（大正10年）：中京高等女学校を併設。
- 1944年（昭和19年）：中京裁縫女学校を中京実業学校に改称。
- 1947年（昭和22年）：中京女子中学校（新制）を開設。
- 1948年（昭和23年）：中京女子高等学校（新制）を開設。
- 1967年（昭和42年）：中京女子高等学校に商業科を開設。
- 1977年（昭和52年）：中京女子高等学校が愛知教育大学名古屋分校跡の現在地に移転。
- 1978年（昭和53年）：中京女子大学附属高等学校に改称。中京女子中学校及び中京女子高等学校定時制廃止。
- 2005年（平成17年）：中京女子大学附属高等学校を至学館高等学校に改称。男女共学化。
- 2011年（平成23年）：野球部が第93回全国高等学校野球選手権大会に愛知県代表として初出場。
- 2017年（平成29年）：野球部が第89回選抜高等学校野球大会に東海地区代表として初出場。

## 校歌
『夢追人』（ゆめおいびと）は、同高校の校歌（学園歌）である。作詞作曲は中日新聞論説委員の飯尾歩。監修は至学館大学学長の谷岡郁子。ボーカルは清本りつ子。
校歌としては珍しくフォークソング調・ポップ調の旋律である。歌詞も「カシオペア」「オリンポス」といった横文字を交えた現代的な言葉遣いで書かれており、歌詞中には「至学館」の校名が一切出てこない。
『夢追人』は、本来は校歌として制作されたものではない。飯尾が取材を通じて交流のあった女子レスリングの伊調姉妹（伊調千春・伊調馨）と吉田沙保里が、2004年（平成16年）のアテネオリンピックでメダルを獲得したことを祝して制作されたものだった。
その後2005年（平成17年）、中京女子大学付属高等学校が共学化する際、校歌が良妻賢母を基調にした歌詞だったため、共学校にふさわしいものをと模索していたところ、先述の選手が至学館大学（中京女子大学）出身だったことなどが契機となり、この曲が高校関係者の目に留まり、同曲を校歌にすることを決めている。
歌詞のベースは、銀メダルに終わり失意のうちにあった伊調千春を、同じくバレーボールでオリンピックを目指しながらも怪我で断念・引退せざるを得なくなった親友から励まされて、再びレスリングを始めることを決意するというエピソードから。飯尾は、周りで支えてくれる人の大切さを込めたかったと語っている。
2012年（平成24年）3月1日にアトン・ミュージックよりCD化された。歌うのはKOKIAで定価1260円。初版は5万枚生産された。制作費を除いた売上は同高校の設備費などに充てるものの、その一部を東日本大震災に被災した際、両親を亡くした孤児に寄付された。

## 学科・コース
普通科
- アドバンスコース
- 留学コース
- 進学コース
- スポーツサイエンスコース

家政科
- 生活デザインコース

商業科
- 総合ビジネスコース

## 学校行事

### 前期
- 4月 - 入学式、始業式
- 5月 - 新入生歓迎会、前期生徒会役員選挙、創立記念日（5/14）、全学年母校訪問
- 6月 - 山の家（1年）、保護者会、読書週間
- 7月 - 芸術鑑賞、終業式
- 8月 - キャンプ実習（1年普通科）
- 9月 - 始業式、自立祭（文化祭）

### 後期
- 10月 - 自立祭（体育祭）、読書週間
- 11月 - 開校記念日（11/2）、修学旅行、後期生徒会役員選挙、保護者会
- 12月 - 終業式
- 1月 - 始業式、スキー実習（2年スポーツサイエンスコース）
- 2月 - 保護者会、卒業証書授与式（卒業式）
- 3月 - 終業式

## 部活動（クラブ）

### 2019年度現在の部活動

#### 運動部
- 水泳部
- ダンス部
- ソフトボール部（女子）
- テニス部
- ハンドボール部
- バトントワリング部（女子）
- バドミントン部
- バスケットボール部
- バレーボール部
- フィギュアスケート部（女子）
- フェンシング部
- 陸上競技部
- レスリング部
- サッカー部
- 硬式野球部（男子）
- 剣道部
- ゴルフ部
- 卓球部
- 空手部
- 柔道部
- 体操競技部
- ハンドボール部

#### 文化部
- 演劇部
- 華道部
- 箏曲部
- 書道部
- 吹奏楽部
- アニメ研究部
- 合唱部
- 物つくり（クラフト）部
- 食物部
- 茶道部
- 美術部
- 園芸部
- 放送部
- JRC（ボランティア）部
- 囲碁部・将棋部
- 写真部
- パソコン部
- 英語部
- 映画研究部
- 手芸・被服部
- 軽音楽部
- 文芸部
- 自然科学部

### その他
以前はアーチェリー部などがあった。
愛知県では啓明学館高等学校とともに、数少ない女子硬式野球部がある高等学校である。

## 交通アクセス
- 名古屋市営地下鉄名城線・名古屋ガイドウェイバスガイドウェイバス志段味線（ゆとりーとライン）「砂田橋駅」から南へ徒歩で約6分。
- 名古屋市営バス「浄水場西」バス停下車、西へ徒歩で約2分。
- 基幹バス「谷口」バス停下車、北へ徒歩で約10分。

## 著名な卒業生
| - 伊調馨 - レスリング選手 - 坂本真喜子 - レスリング選手 - 川井梨紗子 - レスリング選手 - 川井友香子 - レスリング選手 - 栄希和 - レスリング選手 - 登坂絵莉 - レスリング選手 - 角谷萌々果 - レスリング選手 - 五十嵐未帆 - レスリング選手 - 花井瑛絵 - レスリング選手 - 松雪泰葉 - レスリング選手 - 松雪成葉 - レスリング選手 - 中井ほのか - レスリング選手 | - 西牧未央 - レスリング選手 - 志土地希果 - レスリング選手 - 土性沙羅 - レスリング選手 - 榊原梨奈 - 女子プロ野球選手 - 青木悠華 - 女子プロ野球選手 - 高橋海音 - 女子プロ野球選手 - 野杁正明 - キックボクシング選手 - 山口怜臣 - 総合格闘家 - 今井沙緒里 - 陸上競技選手 - 井戸アビゲイル風果 - 陸上競技選手 - 樋口美穂子 - フィギュアスケートコーチ兼振付師 - 瀬央みつき - 元宝塚女優 - 美山尚子 - 女優 |

## 文化祭（自立祭）について
2007年（平成19年）のゲストは藤崎マーケット、The ブるーパンツ、飛び魚。
2008年（平成20年）のゲストはジョイマン、大西ライオン。
2017年（平成29年）のゲストはゴー☆ジャス。

## その他
校地は中日ドラゴンズの本拠地ナゴヤドーム（バンテリンドームナゴヤ）から数百メートルしか離れておらず、両者の間には駐車場・空き地が広がっていることから、互いに見通すことができる。

### 一覧
- 愛知県高等学校一覧
- 旧制中等教育学校の一覧 (愛知県)
- 日本の家庭に関する学科設置高等学校一覧

### 系列校
（読みは「しがっかん」）
- 至学館大学
- 至学館大学短期大学部

### 姉妹校
- 神戸芸術工科大学
- 大阪商業大学